# Cimetière de Tama

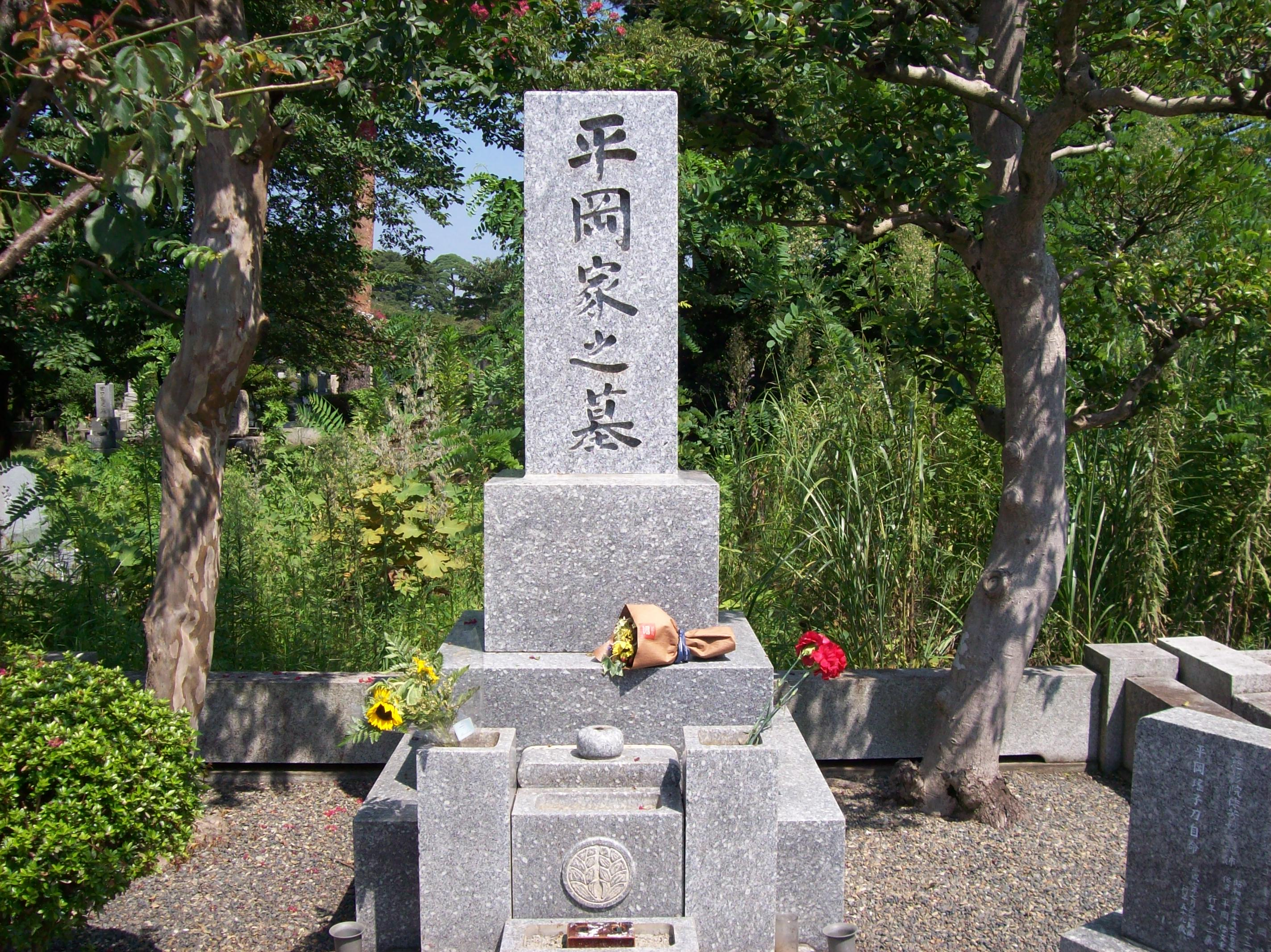
Tombe de Yukio Mishima au cimetière de Tama.

Le cimetière de Tama Reien est l'un des plus vastes de la région de Tokyo et comporte de très nombreuses tombes de Japonais célèbres.

## Personnalités enterrées au cimetière de Tama Reien

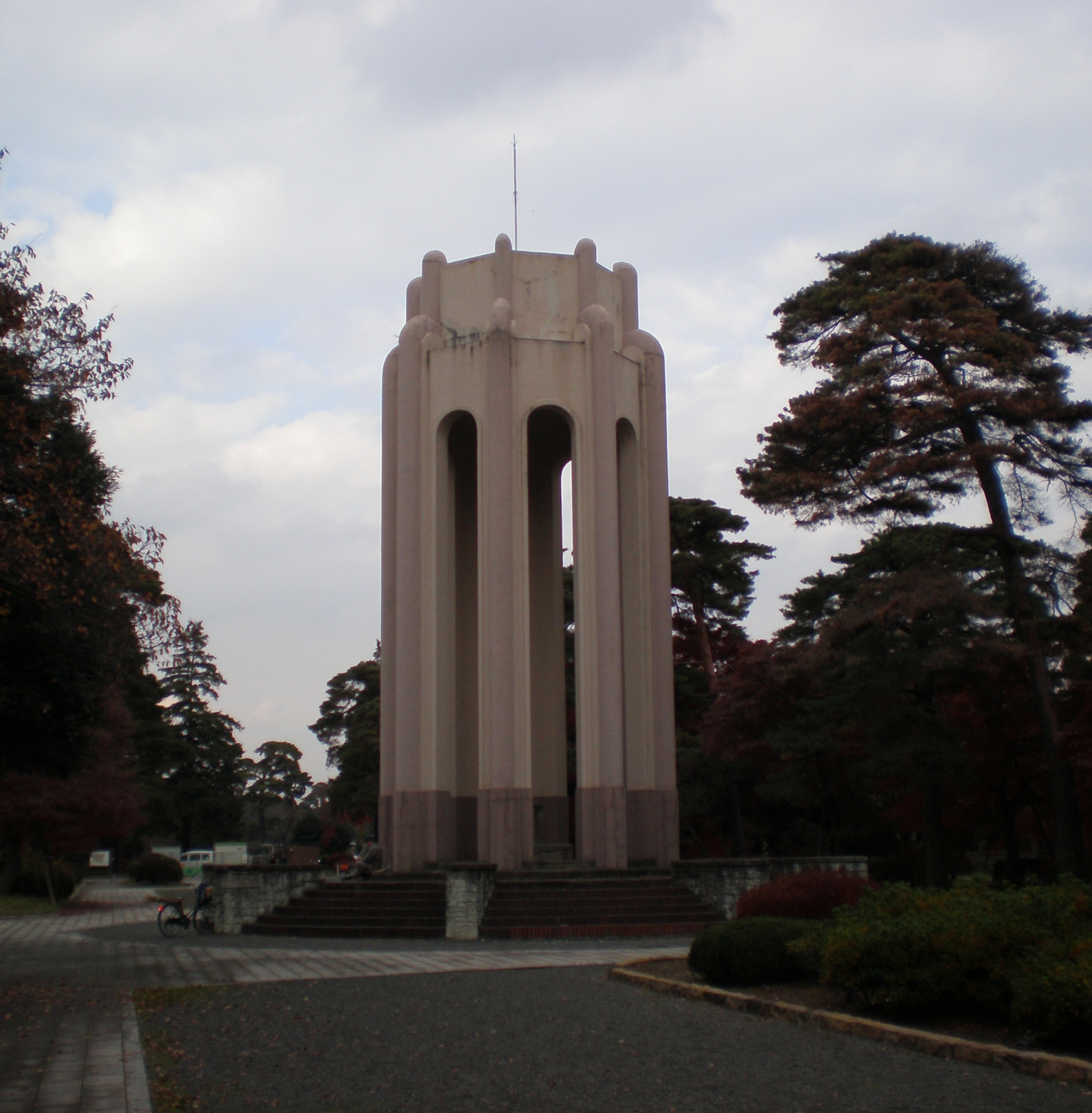
Fontaine au cimetière.

- Ōsako Naomichi (1854-1934), général de l'armée impériale japonaise, frère du général Ōsako Naoharu.
- Yoshisuke Aikawa (1880-1967), fondateur et premier président du zaibatsu Nissan entre 1931 et 1945
- Anami Korechika (1887-1945), haut commandant dans l'Armée impériale japonaise durant la Première Guerre mondiale et ministre de la guerre lors de la reddition du Japon.
- Sadao Araki (1877-1966), haut commandant dans l'Armée impériale japonaise avant la Seconde Guerre mondiale et l'un des principaux théoriciens politiques nationaliste de la fin de l'empire du Japon.
- Hachirō Arita (1884-1965), ministre des Affaires étrangères à trois reprises, crédité de la création du concept de sphère de coprospérité de la grande Asie orientale.
- Ryōtarō Azuma (1893-1983), gouverneur de Tokyo de 1959 à 1967.
- Shigeru Fukudome (1891-1971), haut commandant dans l'Armée impériale japonaise durant la Seconde Guerre mondiale
- Motoo Furushō (1882-1940), haut commandant dans l'Armée impériale japonaise.
- Tanaka Giichi (1864-1929), général dans l'Armée impériale japonaise et 26e Premier ministre du Japon du 20 avril 1927 au 2 juillet 1929.
- Shūjirō Hara (ja) (1871-1934), ministère des Affaires coloniales de l'empire du Japon.
- Senjūrō Hayashi (1876-1943), haut commandant de l'Armée impériale japonaise de l'armée japonaise de Corée à l'époque de l'incident de Mukden et de l'invasion de la Manchourie et 33e Premier ministre du Japon du 2 février 1937 au 4 juin 1937.
- Gensui Tōgō Heihachirō (1848-1934), gensui (ou maréchal-amiral) dans la Marine impériale japonaise et l'un des plus grands héros naval du Japon.
- Shigeru Honjō (1876-1945), général dans l'Armée impériale japonaise et au début de la Seconde guerre sino-japonaise.
- Ichinohe Hyōe (1855-1931), haut commandant dans l'Armée impériale japonaise.
- Ino Hiroya (1891-1980), homme politique et membre du cabinet japonais.
- Masakichi Inoue (1886-1975), haut commandant dans l'Armée impériale japonaise durant la Seconde Guerre mondiale.
- Shigeyoshi Inoue (1889-1975), haut commandant dans la Marine impériale japonaise durant la Seconde Guerre mondiale et vice-ministre de la Marine.
- Tsuneo Kanemitsu (1877-1955), homme politique et membre du cabinet de l'empire du Japon.
- Bunzaburō Kawagishi (1882-1957), haut commandant dans l'armée impériale japonaise au début de la seconde guerre sino-japonaise.
- Den Kenjirō (1855-1930), membre du cabinet du gouvernement d'avant-guerre de l'empire du Japon et 8e Gouverneur-général de Taïwan du 29 octobre 1919 à septembre 1923.
- Hiranuma Kiichirō (1867-1952), important homme politique de droite avant la Seconde Guerre mondiale et 35e Premier ministre du Japon du 5 janvier 1939 au 30 août 1939.
- Mokutarō Kinoshita (1885-1945), auteur, dramaturge, poète, historien d'art et critique littéraire.
- Ryūsei Kishida (1891-1929), peintre des ères Taishō et Shōwa.
- Fuyuhiko Kitagawa (1900-1990), poète et critique de cinéma.
- Hideo Kodama (1876-1947), homme politique membre du cabinet de guerre de l'empire du Japon.
- Gensui (marine impériale japonaise) Koga Mineichi (1885-1944), commandant en chef de la Flotte combinée de la Marine impériale japonaise.
- Hyakuzō Kurata (1891-1943), essayiste et dramaturge sur des thèmes religieux, actif durant l'ère Taishō et le début de l'ère Shōwa.
- Takeo Kurita (1889-1977), haut commandant dans la Marine impériale japonaise durant la Seconde Guerre mondiale.
- Genji Matsuda (1876-1936), homme politique membre du cabinet de l'empire du Japon.
- Tokushichi Mishima (1893-1975), métallurgiste
- Yukio Mishima[1] (1925-1970), écrivain légendaire, connu dans le monde entier et suicidé par seppuku, Mishima est enterré ici dans le caveau familial.
- Chikuhei Nakajima (1884-1949), fondateur de la Nakajima Aircraft Company membre du cabinet dans plusieurs postes.
- Kōgo Noda (1893-1968), scénariste surtout connu pour sa collaboration avec le réalisateur Yasujirō Ozu
- Keisuke Okada (1868-1952), haut commandant naval, 31e Premier ministre du Japon du 8 juillet 1934 au 9 mars 1936.
- Shōzō Sakurai (1889-1985), haut commandant dans l'Armée impériale japonaise durant la seconde guerre sino-japonaise et la Seconde Guerre mondiale.
- Jun Seba, dit « Nujabes » (1974-2010), DJ et producteur musical connu pour son album Modal Soul.
- Kataoka Shichirō (1854-1920), ancien commandant de la Marine impériale japonaise.
- Richard Sorge (1895-1944), communiste et espion allemand au service de l'Union soviétique.
- Victor Starffin (1916-1957), premier lanceur de baseball professionnel au Japon à gagner trois cents jeux.
- Gensui Hajime Sugiyama (1880-1945), chef de l'État-major de l'armée impériale japonaise et plus tard ministre de la guerre dans le gouvernement japonais impérial durant la Seconde Guerre mondiale entre 1937 et 1944.
- Masaharu Taniguchi (1893-1985), dirigeant du mouvement de la Nouvelle Pensée, fondateur du mouvement religieux Seicho-No-Ie.
- Yoshitsugu Tatekawa (1880-1945), haut commandant dans la Marine impériale japonaise au cours de la Seconde Guerre mondiale et ambassadeur en Union soviétique qui a conclu le pacte de neutralité soviéto-japonais de 1941.
- Tokonami Takejirō (1866-1935), homme politique qui sert comme ministre de l'Intérieur et ministre des chemins de fer.
- Gensui Saigō Tsugumichi (1843-1902), homme politique et amiral de l'ère Meiji.
- Nishizō Tsukahara (1887-1966), haut commandant dans la marine impériale japonaise pendant la Seconde Guerre mondiale.

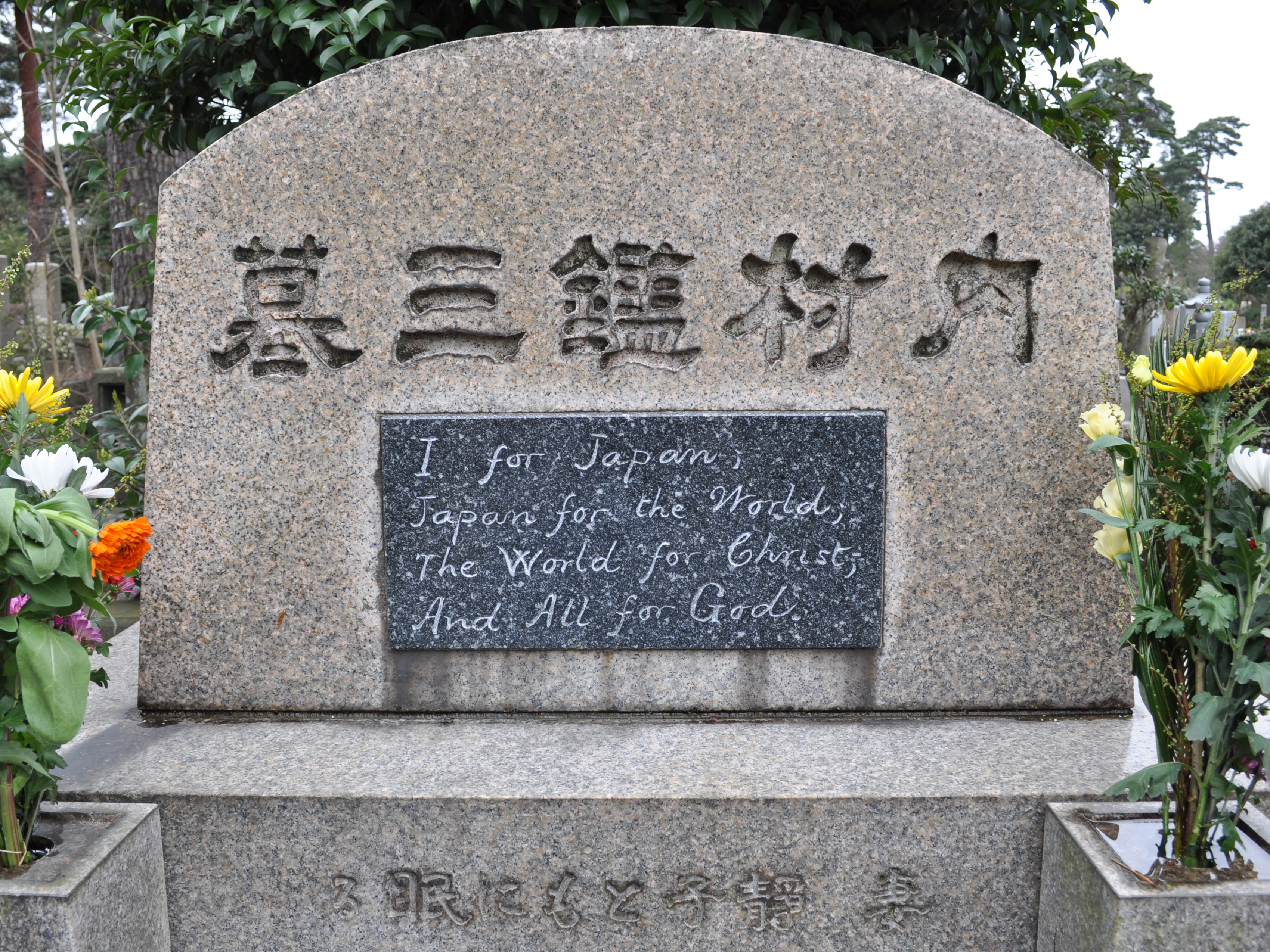
Pierre tombale d'Uchimura Kanzō

- Uchimura Kanzō (1861-1930), auteur, évangéliste chrétien et fondateur du mouvement sans église des ères Meiji et Taishō.
- Kazushige Ugaki (1868-1956), haut commandant dans l'Armée impériale japonaise, 5e président de l'université de Takushoku et deux fois gouverneur-général de Corée
- Jun Ushiroku (1884-1973), haut commandant dans l'Armée impériale japonaise
- Shibayama Yahachi (1850-1927), haut commandant du début de la Marine impériale japonaise.
- Yamamoto Jōtarō (1867-1936), fonctionnaire, homme politique et entrepreneur de la fin de l'ère Meiji et du début de l'ère Taishō.
- Yōsuke Yamahata (1917-1966), photographe surtout connu pour ses nombreuses photos de Nagasaki le lendemain de son bombardement atomique.
- Gensui Yamamoto Isoroku (1884-1943), maréchal, amiral et commandant en chef de la Flotte combinée durant la Seconde Guerre mondiale.
- Akiko Yosano (1878- 1942), auteur, poétesse, féministe, pacifiste et réformatrice sociale.
- Zengo Yoshida (1885-1966), haut commandant de la Marine impériale japonaise durant la Seconde Guerre mondiale.
- Kusunose Yukihiko (1858-1927), haut commandant du début de l'Armée impériale japonaise.
- Shōhei Ōoka (1908-1988), romancier, critique littéraire et traducteur de littérature française. Surtout connu pour le roman Feux dans la plaine, 1951).
- Mori Arimasa (1911-1976), philosophe et écrivain, ayant vécu à Paris de 1950 à sa mort.